# Plateau
 For alternative betydninger, se Plateau (flertydig). (Se også artikler, som begynder med Plateau)
I geologi er et plateau, også kaldet højslette, et område af højland, som sædvandligvis er relativt fladt og åbent.
Et mesa er et lille plateau.